# Nati il 9 febbraio
| Questa pagina contiene informazioni ricavate automaticamente dalle voci biografiche con l'ausilio del template Bio e di un bot. L'aggiornamento è periodico e automatico e ricostruisce completamente la pagina. Se manca una persona in questa lista, sei pregato di non aggiungerla, ma accertati piuttosto che la sua voce biografica contenga il template Bio e che i dati anagrafici siano correttamente compilati. Se il template Bio manca, inseriscilo tu stesso o, in alternativa, metti l'avviso {{tmp\|Bio}} che ne segnala la mancanza. Se i dati riportati sono sbagliati, correggi direttamente la voce biografica; le modifiche saranno visibili in questa lista entro pochi giorni. Per chiarimenti vedi il progetto biografie. La lista contiene solo le 1.239 persone che sono citate nell'enciclopedia e per le quali è stato implementato correttamente il template Bio. Pagina aggiornata al 13 ago 2025. |

## XI secolo(1)
- 1060 - Papa Onorio II, papa, cardinale e vescovo cattolico italiano († 1130)

## XIII secolo(2)
- 1269 - Ludovico III, Duca di Baviera, nobile tedesco († 1296)
- 1274 - Ludovico di Tolosa, vescovo e francescano francese († 1297)

## XIV secolo(2)
- 1320 - Caterina d'Asburgo, nobile austriaca († 1349)
- 1323 - Margherita di Brabante, contessa († 1380)

## XV secolo(5)
- 1420 - Dorotea di Brandeburgo, principessa († 1491)
- 1441 - Ali-Shir Nava'i, poeta, scrittore e linguista turco († 1501)
- 1458 - Luigia Gonzaga, nobile italiana († 1542)
- 1471 - Elisabetta Gonzaga, mecenate italiana († 1526)
- 1473 - Carlo di Leonardo Ginori, politico italiano († 1527)

## XVI secolo(7)
- 1555 - Marco Antonio Bonciari, umanista e linguista italiano († 1616)
- 1579 - Johannes van Meurs, umanista, filologo classico e storico olandese († 1639)
- 1584 - Francesco Maria Richini, architetto italiano († 1658)
- 1588 - Zenobia Gonzaga, nobildonna italiana († 1618)
- 1589 - Ludovico Gonzaga, vescovo cattolico italiano († 1630)
- 1594 - Maria Apollonia di Savoia, religiosa italiana († 1656)
- 1595 - Edvige di Brunswick-Lüneburg, nobile tedesca († 1650)

## XVII secolo(22)
- 1612 - Pier Francesco Mola, pittore svizzero († 1666)
- 1613 - Hartmann III del Liechtenstein, principe e militare austriaco († 1686)
- 1625 - Giuseppa Maria di Sant'Agnese, religiosa spagnola († 1696)
- 1625 - Giudoco Ermanno di Lippe-Biesterfeld, nobile tedesco († 1678)
- 1645 - Johann Aegidius Bach, organista, violinista e direttore d'orchestra tedesco († 1716)
- 1650 - Vincenzo Leonio, poeta italiano († 1720)
- 1650 - Jan Verkolje, pittore olandese († 1693)
- 1651 - Francesco Procopio dei Coltelli, cuoco italiano († 1727)
- 1654 - Lorenz Wetter, politico e mercante svizzero († 1734)
- 1656 - Rosa Venerini, religiosa e educatrice italiana († 1728)
- 1657 - Gaetano Gambacorta, nobile italiano († 1703)
- 1662 - Paolo De Matteis, pittore italiano († 1728)
- 1666 - George Hamilton, I conte di Orkney, nobile e ufficiale scozzese († 1737)
- 1667 - Salvino Salvini, poeta e umanista italiano († 1751)
- 1668 - Antonio Maria Marini, pittore italiano († 1725)
- 1673 - Francesco Filippo d'Este, nobile
- 1677 - Mario Mellini, cardinale italiano († 1756)
- 1681 - Antonio Saverio Gentili, cardinale italiano († 1753)
- 1685 - Francesco Loredan, doge († 1762)
- 1688 - Giacomo Castelli, letterato, avvocato e filologo italiano († 1759)
- 1690 - Vittoria Francesca di Savoia, nobile italiana († 1766)
- 1699 - Étienne Jeaurat, pittore e incisore francese († 1789)

## XVIII secolo(42)
- 1701 - Antonio Niccolini, abate, giurista e letterato italiano († 1769)
- 1704 - Pierre-François-Xavier de Reboul de Lambert, vescovo cattolico francese († 1791)
- 1711 - Anthony Ashley-Cooper, IV conte di Shaftesbury, politico e filantropo inglese († 1771)
- 1731 - Gasparo Angiolini, coreografo, ballerino e compositore italiano († 1803)
- 1737 - Antonio Diziani, pittore italiano († 1797)
- 1740 - David Charpentier de Cossigny, militare e politico francese († 1801)
- 1742 - Michael Léopold Brigido, arcivescovo cattolico italiano († 1816)
- 1748 - John Thomas Duckworth, ammiraglio britannico († 1817)
- 1749 - Claude-Louis Petiet, politico e generale francese († 1806)
- 1752 - George Handley, politico e militare statunitense († 1793)
- 1753 - Alessandro Tommasini, arcivescovo cattolico italiano († 1826)
- 1756 - Karel Blažej Kopřiva, compositore e organista ceco († 1785)
- 1759 - Friedrich Benjamin Osiander, medico tedesco († 1822)
- 1760 - William Vans Murray, avvocato e politico statunitense († 1803)
- 1762 - Gerardo Curcio, guerrigliero e militare italiano († 1825)
- 1762 - André-François Miot, letterato, politico e diplomatico francese († 1841)
- 1763 - Luigi I di Baden, sovrano tedesco († 1830)
- 1766 - John Gaspard Le Marchant, generale britannico († 1812)
- 1769 - Jean Boudet, generale francese († 1809)
- 1769 - George Washington Campbell, politico statunitense († 1848)
- 1770 - Marco Arese Lucini, VI conte di Barlassina, nobile e politico italiano († 1852)
- 1770 - Ferdinando Carulli, chitarrista e compositore italiano († 1841)
- 1770 - Théodore Edme Mionnet, numismatico francese († 1842)
- 1772 - Frans Michael Franzén, scrittore svedese († 1847)
- 1773 - William Henry Harrison, generale e politico statunitense († 1841)
- 1774 - Juan José Viamonte, politico e militare argentino († 1843)
- 1775 - Fabio Albertini, diplomatico e patriota italiano († 1848)
- 1775 - Farkas Bolyai, matematico ungherese († 1856)
- 1775 - Theodor Hell, scrittore tedesco († 1856)
- 1776 - Pëtr Ivanovič Rikord, ammiraglio russo († 1855)
- 1779 - Mademoiselle Mars, attrice teatrale francese († 1847)
- 1780 - Friedrich Heinrich von der Hagen, filologo tedesco († 1856)
- 1781 - Johann Baptist Ritter von Spix, zoologo, biologo e esploratore tedesco († 1826)
- 1788 - Antonio Orsini, patriota e naturalista italiano († 1870)
- 1789 - Franz Xaver Gabelsberger, inventore tedesco († 1849)
- 1791 - Jean Cruveilhier, anatomista e patologo francese († 1874)
- 1792 - Pamfil Nazarovič Nazarov, militare e scrittore russo († 1839)
- 1795 - Vasilij Alekseevič Perovskij, militare russo († 1857)
- 1795 - Moritz Karl Ernst von Prittwitz, generale prussiano († 1885)
- 1795 - Giuseppe Raffo, politico e imprenditore tunisino († 1862)
- 1796 - Samuel Jurkovič, pedagogo e attivista slovacco († 1873)
- 1800 - Joseph von Führich, pittore austriaco († 1876)

## XIX secolo(179)
- 1801 - Numa Pompilio Tanzini, religioso italiano († 1848)
- 1801 - Jan van der Hoeven, entomologo, botanico e zoologo olandese († 1868)
- 1802 - Étienne Arago, politico e commediografo francese († 1892)
- 1802 - Carlo Conti, matematico italiano († 1849)
- 1809 - Charles Dien, astronomo e cosmografo francese († 1870)
- 1810 - Luigi Torelli, politico italiano († 1887)
- 1811 - Giovanni Antonio Ambrosetti, imprenditore e politico italiano († 1873)
- 1811 - John C. Bowers, imprenditore, organista e religioso statunitense († 1873)
- 1814 - Samuel J. Tilden, politico e avvocato statunitense († 1886)
- 1815 - Raffaele Cadorna, generale e politico italiano († 1897)
- 1815 - Domenico Jannetti, architetto e ingegnere italiano († 1889)
- 1815 - Federico de Madrazo, pittore spagnolo († 1894)
- 1816 - Gennaro De Filippo, avvocato, magistrato e politico italiano († 1887)
- 1816 - Domenico Marco, prefetto, avvocato e politico italiano († 1889)
- 1816 - Matilde Sofia di Oettingen-Oettingen e Oettingen-Spielberg, nobile tedesca († 1886)
- 1816 - Antonio Ferrari, generale italiano († 1886)
- 1818 - Christian Reithmann, orologiaio, ingegnere e inventore tedesco († 1909)
- 1818 - Giovanni Serritelli, pittore italiano († 1891)
- 1819 - Francesco Ragusa, vescovo cattolico italiano († 1895)
- 1822 - Francis Cadell, esploratore britannico († 1879)
- 1825 - Gabriele Iannelli, prete, archivista e archeologo italiano († 1895)
- 1826 - Zeffirino Faina, patriota e politico italiano († 1917)
- 1827 - Angelica Cioccari Solichon, pedagogista e insegnante svizzera († 1912)
- 1827 - Auguste Dupont, compositore e pianista belga († 1890)
- 1827 - Luigi Fontana, pittore, scultore e architetto italiano († 1908)
- 1827 - Carlo Luigi Invernizzi, patriota italiano († 1908)
- 1827 - William Dwight Whitney, linguista, filologo e lessicografo statunitense († 1894)
- 1829 - Vincenzo Riccardi di Lantosca, poeta italiano († 1887)
- 1831 - Giuseppe Gibelli, medico e botanico italiano († 1898)
- 1831 - Marcello Mazzanti, vescovo cattolico italiano († 1908)
- 1833 - Charles Andrew Gilman, politico statunitense († 1927)
- 1834 - Felix Dahn, scrittore e giurista tedesco († 1912)
- 1834 - Kamehameha IV delle Hawaii, sovrano († 1863)
- 1835 - Michail Osipovič Mikešin, scultore e artista russo († 1896)
- 1835 - Antonio Tagliaferri, architetto italiano († 1909)
- 1835 - Francesco Vizioli, politico italiano († 1899)
- 1837 - Alfred Ainger, biografo britannico († 1904)
- 1837 - José Burgos, presbitero, scrittore e educatore filippino († 1872)
- 1838 - Henry Evelyn Wood, militare britannico († 1919)
- 1839 - Addison Emery Verrill, zoologo statunitense († 1926)
- 1840 - William Thomas Sampson, ammiraglio statunitense († 1902)
- 1841 - Edmond Mégy, attivista francese († 1884)
- 1842 - Friedrich Bezold, medico tedesco († 1908)
- 1842 - Cosimo De Giorgi, medico italiano († 1922)
- 1843 - Nathan Goff Junior, politico statunitense († 1920)
- 1844 - Anatolij Koni, scrittore e giurista russo († 1927)
- 1845 - Stefano Cavazzutti, medico e etnologo italiano († 1924)
- 1845 - Ludwig Forrer, politico svizzero († 1921)
- 1845 - Adrien Étienne Gaudez, scultore francese († 1902)
- 1846 - Henry Roughton Hogg, aracnologo inglese († 1923)
- 1846 - Wilhelm Maybach, ingegnere e imprenditore tedesco († 1929)
- 1847 - Luigi Gualdo, poeta e scrittore italiano († 1898)
- 1849 - Laura Clay, attivista, oratrice e politica statunitense († 1941)
- 1849 - Carlo Santucci, avvocato e politico italiano († 1932)
- 1851 - Doc Middleton, pistolero statunitense († 1913)
- 1851 - Antonio D'Azevedo Maia, medico e docente portoghese († 1912)
- 1851 - Daniel Scott Lamont, politico statunitense († 1905)
- 1852 - Paolo Casciani, politico italiano († 1923)
- 1853 - Francis Greville, V conte di Warwick, nobile e politico britannico († 1924)
- 1853 - Leander Starr Jameson, politico britannico († 1917)
- 1853 - Paul Joseph Jamin, pittore francese († 1903)
- 1853 - Dan Mason, attore e sceneggiatore statunitense († 1929)
- 1854 - Edward Carson, politico irlandese († 1935)
- 1854 - Aletta Jacobs, medica olandese († 1929)
- 1856 - Alfred Bassermann, critico letterario e traduttore tedesco († 1935)
- 1856 - Hara Takashi, politico giapponese († 1921)
- 1857 - Walter Roper Lawrence, scrittore inglese († 1940)
- 1858 - Antonio Bozzano, scultore italiano († 1939)
- 1858 - Richard Paltauf, patologo e batteriologo austriaco († 1924)
- 1861 - Giuseppe Riva, pittore italiano († 1948)
- 1863 - Anthony Hope, scrittore britannico († 1933)
- 1863 - Giovanni Battista Marzuttini, pittore e musicista italiano († 1943)
- 1863 - Auguste Stephane, ciclista su strada e pistard francese († 1947)
- 1864 - Oscar Bie, pubblicista, musicologo e storico dell'arte tedesco († 1938)
- 1864 - Miina Härma, compositrice sovietica († 1941)
- 1864 - Carmelo Scardino, generale italiano († 1918)
- 1865 - Mrs. Patrick Campbell, attrice inglese († 1940)
- 1865 - Erich Dagobert von Drygalski, geografo, fisico e esploratore tedesco († 1949)
- 1865 - Heinrich Rischtoff, schermidore austriaco
- 1865 - Heinrich von Tenner, schermidore austriaco († 1949)
- 1866 - George Ade, giornalista, commediografo e regista statunitense († 1944)
- 1866 - Cyril Scott, attore irlandese († 1945)
- 1867 - Giuseppe Boselli, militare e imprenditore italiano († 1941)
- 1867 - Cirillo Makarios, patriarca cattolico egiziano († 1921)
- 1867 - Alessandro Marracino, magistrato, giurista e politico italiano († 1941)
- 1867 - Natsume Sōseki, scrittore giapponese († 1916)
- 1868 - Joseph Charles, tennista statunitense († 1950)
- 1869 - Giovanni Bertacchi, poeta, critico letterario e italianista italiano († 1942)
- 1869 - Ludwig von Reuter, ammiraglio tedesco († 1943)
- 1869 - Giuseppe Sani, pittore italiano († 1943)
- 1869 - Alfredo Vásquez Cobo, politico colombiano († 1941)
- 1870 - Valentin Gallmetzer, scultore italiano († 1958)
- 1870 - William Welsh, attore statunitense († 1946)
- 1871 - Guido Cirilli, architetto italiano († 1954)
- 1871 - Fran Saleški Finžgar, scrittore e presbitero sloveno († 1962)
- 1871 - Howard Taylor Ricketts, patologo statunitense († 1910)
- 1872 - Edith Maryon, scultrice e esoterista inglese († 1924)
- 1872 - Armen Garo, politico e attivista armeno († 1923)
- 1872 - John Pratt, IV marchese di Camden, nobile inglese († 1943)
- 1872 - Carl Wilhelm, regista, sceneggiatore e produttore cinematografico austriaco († 1936)
- 1873 - Giovanni Indri, avvocato e politico italiano († 1951)
- 1873 - Paolo Luigioni, entomologo e biologo italiano († 1937)
- 1874 - Amy Lowell, poetessa statunitense († 1925)
- 1874 - Vsevolod Ėmil'evič Mejerchol'd, regista russo († 1940)
- 1874 - Percy Radcliffe, generale britannico († 1934)
- 1875 - Paul Freiherr von Eltz-Rübenach, politico tedesco († 1943)
- 1875 - Alessandro Ghigi, zoologo, naturalista e ambientalista italiano († 1970)
- 1875 - Modesto Panetti, ingegnere aeronautico e politico italiano († 1957)
- 1876 - Martin Stixrud, pattinatore artistico su ghiaccio norvegese († 1964)
- 1877 - Eric Gutkind, filosofo tedesco († 1965)
- 1878 - Jack Kirwan, allenatore di calcio e calciatore irlandese († 1959)
- 1879 - Jacques Bainville, giornalista e storico francese († 1936)
- 1879 - Lavinia Veiongo, regina tongana († 1902)
- 1880 - Lipót Fejér, matematico ungherese († 1959)
- 1880 - Howard C. Hickman, attore e regista statunitense († 1949)
- 1880 - James Stephens, scrittore, giornalista e poeta irlandese († 1950)
- 1883 - Bob Benson, calciatore inglese († 1916)
- 1883 - Jules Berry, attore francese († 1951)
- 1883 - Fritz August Breuhaus, architetto e stilista tedesco († 1960)
- 1883 - Luigi Teresio Cavallo, politico italiano († 1957)
- 1883 - Frederick Holman, nuotatore britannico († 1913)
- 1883 - Joe King, attore statunitense († 1951)
- 1884 - Conrad Carlsrud, ginnasta norvegese († 1973)
- 1884 - Josep Carner, poeta spagnolo († 1970)
- 1884 - Geerten Gossaert, scrittore olandese († 1958)
- 1884 - Naile Sultan, principessa ottomana († 1957)
- 1884 - Josafat Šiškov, presbitero bulgaro († 1952)
- 1885 - Alban Berg, compositore austriaco († 1935)
- 1885 - Anita Rée, pittrice tedesca († 1933)
- 1886 - Anita Mondolfo, bibliotecaria e paleografa italiana († 1977)
- 1887 - Karl Aegli, calciatore svizzero
- 1887 - Pietro Leo, politico e storico italiano († 1967)
- 1887 - Adrian Stokes, batteriologo inglese († 1927)
- 1889 - Boris Annenkov, militare russo († 1927)
- 1889 - Alberto Gori, patriarca cattolico italiano († 1970)
- 1889 - Giovanni Tanasco, politico e antifascista italiano († 1971)
- 1889 - Aline Valangin, scrittrice, pianista e psicanalista svizzera († 1986)
- 1889 - Tryggvi Þórhallsson, politico islandese († 1935)
- 1890 - Marcello Boldrini, statistico, politico e dirigente pubblico italiano († 1969)
- 1890 - Carmelo Bonomo, militare italiano
- 1890 - Bruno Cordati, pittore italiano († 1979)
- 1890 - Gilbert P. Hamilton, regista, attore e produttore cinematografico statunitense († 1962)
- 1890 - Jacobus Johannes Pieter Oud, architetto e urbanista olandese († 1963)
- 1891 - Julio Álvarez del Vayo, politico spagnolo († 1975)
- 1891 - Ronald Colman, attore britannico († 1958)
- 1891 - Amedeo Fani, politico, avvocato e pubblicista italiano († 1974)
- 1891 - Pasquale Janniello, militare italiano († 1918)
- 1891 - Kristian Krefting, calciatore norvegese († 1964)
- 1891 - Pietro Nenni, politico e giornalista italiano († 1980)
- 1891 - Reginald K. Pierson, ingegnere britannico († 1948)
- 1892 - Alfonso Maria Ferroni, missionario e vescovo cattolico italiano († 1966)
- 1892 - Elpidio Jenco, poeta, docente e politico italiano († 1959)
- 1892 - Eduard Nécsey, arcivescovo cattolico slovacco († 1968)
- 1892 - Aristodemo Santamaria, calciatore italiano († 1974)
- 1892 - Peggy Wood, attrice e cantante statunitense († 1978)
- 1893 - Georgios Athanasiadis-Novas, avvocato e politico greco († 1987)
- 1893 - Antonino Fazio, militare italiano († 1951)
- 1893 - Mario Gramsci, militare italiano († 1945)
- 1893 - Gino Corrado, attore italiano († 1982)
- 1894 - Rahel Sanzara, scrittrice e attrice tedesca († 1936)
- 1895 - Innocente Colombo, calciatore italiano († 1963)
- 1895 - Rosetta Gagliardi, tennista italiana († 1973)
- 1895 - Fëdor Aleksandrovič Ocep, regista e sceneggiatore russo († 1949)
- 1895 - Edward Sternaman, giocatore di football americano statunitense († 1973)
- 1895 - Max Valier, astronomo e scrittore austriaco († 1930)
- 1896 - Alberto Vargas, pittore e illustratore peruviano († 1982)
- 1897 - Jaque Catelain, attore francese († 1965)
- 1897 - Antonio Galardo, militare e prefetto italiano († 1951)
- 1897 - Charles Kingsford Smith, aviatore australiano († 1935)
- 1897 - Alessandro Milesi, calciatore italiano
- 1898 - Bartine Burkett, attrice statunitense († 1994)
- 1898 - Helene Engelmann, pattinatrice artistica su ghiaccio austriaca († 1985)
- 1898 - Franz Gurk, politico tedesco († 1984)
- 1898 - Steen Eiler Rasmussen, scrittore e architetto danese († 1990)
- 1899 - Ernesto Simini, militare italiano († 1941)
- 1900 - Eliseo Maria Coroli, vescovo cattolico e missionario italiano († 1982)
- 1900 - Robert De Grasse, direttore della fotografia statunitense († 1971)
- 1900 - Fritz Mandl, imprenditore austriaco († 1977)
- 1900 - Luigi Nardi, ingegnere italiano († 1978)

## XX secolo(940)
- 1901 - Marcelle Chantal, attrice francese († 1960)
- 1901 - Brian Donlevy, attore statunitense († 1972)
- 1901 - Ferdinando Gerra, bibliografo, saggista e attore italiano († 1979)
- 1902 - Blanche Calloway, cantante statunitense († 1978)
- 1902 - Giovanni Frangipane, alpinista, velocista e calciatore italiano († 1967)
- 1902 - Luigi Galli, antiquario italiano († 1986)
- 1902 - Fred Harman, fumettista e animatore statunitense († 1982)
- 1902 - Ivan Il'ič Leonidov, architetto, urbanista e pittore russo († 1959)
- 1902 - Léon M'ba, politico gabonese († 1967)
- 1902 - Gabriel Péri, politico francese († 1941)
- 1902 - Gertrud Scholtz-Klink, politica tedesca († 1999)
- 1903 - Virgilio Audagna, scultore italiano († 1994)
- 1903 - Howard Hayes Scullard, storico britannico († 1983)
- 1903 - Renée Héribel, attrice francese († 1952)
- 1903 - Giuseppe Migneco, pittore italiano († 1997)
- 1904 - Daniele Pellissier, fondista e sciatore di pattuglia militare italiano († 1972)
- 1905 - David Burghley, ostacolista, dirigente sportivo e nobile britannico († 1981)
- 1905 - Josef Kratochvíl, allenatore di calcio e calciatore cecoslovacco († 1974)
- 1905 - Oda Schottmüller, danzatrice, scultrice e antifascista tedesca († 1943)
- 1906 - Edoardo Garrone, imprenditore italiano († 1963)
- 1906 - Guido Martina, fumettista, drammaturgo e regista italiano († 1991)
- 1906 - Harry Reeves, animatore e sceneggiatore statunitense († 1971)
- 1907 - Fernand Brunel, calciatore francese († 1927)
- 1907 - Harold Coxeter, matematico inglese († 2003)
- 1907 - Miklós Kretzoi, geologo e paleontologo ungherese († 2005)
- 1907 - Pietro Lorenzini, calciatore italiano († 1993)
- 1907 - Trường Chinh, politico vietnamita († 1988)
- 1908 - Alexander Dinghas, matematico greco († 1974)
- 1908 - Jackie Fields, pugile statunitense († 1987)
- 1908 - Antonia Tejera Reyes, sensitiva spagnola († 1983)
- 1908 - Kaarlo Tuominen, siepista finlandese († 2006)
- 1909 - Fergus Anderson, pilota motociclistico britannico († 1956)
- 1909 - Heather Angel, attrice e doppiatrice britannica († 1986)
- 1909 - Carlo Buscaglia, calciatore italiano († 1981)
- 1909 - Modestino Guaschino, carabiniere e antifascista italiano († 1945)
- 1909 - Carmen Miranda, cantante, attrice e ballerina portoghese († 1955)
- 1909 - Giulio Racah, fisico e matematico italiano († 1965)
- 1909 - Dean Rusk, politico statunitense († 1994)
- 1909 - Leo Valiani, giornalista, antifascista e politico italiano († 1999)
- 1910 - Rønnaug Alten, attrice norvegese († 2001)
- 1910 - Giovanni Baltaro, politico, partigiano e sindacalista italiano († 1998)
- 1910 - Eero Böök, scacchista finlandese († 1990)
- 1910 - Mikel Dufrenne, filosofo francese († 1995)
- 1910 - Teófilo Juárez, calciatore argentino
- 1910 - Mátyás Korányi, calciatore ungherese († 1967)
- 1910 - Jacques Monod, biologo e filosofo francese († 1976)
- 1910 - Anna Sokolow, ballerina e coreografa statunitense († 2000)
- 1910 - Georg Strobl, hockeista su ghiaccio tedesco († 1991)
- 1910 - Dan Vizanty, militare e aviatore rumeno († 1992)
- 1911 - Bill Bowerman, allenatore di atletica leggera e imprenditore statunitense († 1999)
- 1911 - Pietro Buscaglia, calciatore italiano († 1997)
- 1911 - Vladimiro Cajoli, scrittore, giornalista e saggista italiano († 1979)
- 1911 - William Darby, generale statunitense († 1945)
- 1911 - Matthias Kaburek, allenatore di calcio e calciatore austriaco († 1976)
- 1911 - Gypsy Rose Lee, ballerina e attrice statunitense († 1970)
- 1911 - Laura Luzzatto Coen, bibliotecaria e traduttrice italiana († 1995)
- 1912 - Giovanni Bianchi, calciatore italiano
- 1912 - Mario Fabiani, politico italiano († 1974)
- 1912 - Francesco Foglia, partigiano, presbitero e militare italiano († 1993)
- 1912 - Futabayama Sadaji, lottatore di sumo giapponese († 1968)
- 1912 - Manuel Gary, attore francese († 1988)
- 1912 - Guillermo González del Río García, calciatore e allenatore di calcio spagnolo († 1984)
- 1912 - Ginette Leclerc, attrice francese († 1992)
- 1912 - Thomas Hinman Moorer, ammiraglio statunitense († 2004)
- 1912 - Roger Normand, mezzofondista francese († 1983)
- 1912 - Giordano Varoli, calciatore italiano
- 1912 - Rudolf Vytlačil, allenatore di calcio e calciatore austriaco († 1977)
- 1913 - Marcello Rosina, vescovo cattolico italiano († 2001)
- 1914 - Bruno Frattegiani, arcivescovo cattolico italiano († 1996)
- 1914 - Bill Justice, animatore e ingegnere statunitense († 2011)
- 1914 - Bruce Metzger, biblista e traduttore statunitense († 2007)
- 1914 - Ernest Tubb, cantante statunitense († 1984)
- 1915 - Boris Andreev, attore sovietico († 1982)
- 1915 - Tomás Fernández, calciatore cubano
- 1915 - Else Krüger, tedesca († 2005)
- 1915 - Ugo Natoli, giurista italiano († 1992)
- 1915 - Cay-Hugo von Brockdorff, scultore e storico dell'arte tedesco († 1999)
- 1916 - Carla Candiani, attrice italiana († 2005)
- 1916 - Cino Cinelli, ciclista su strada e imprenditore italiano († 2001)
- 1917 - Joseph Conombo, politico burkinabè († 2008)
- 1917 - Ignazio Vian, militare e partigiano italiano († 1944)
- 1918 - Franz Fliri, climatologo e geografo austriaco († 2008)
- 1918 - Maria de Maria, scrittrice e poetessa italiana († 1971)
- 1918 - Carlo Minello, attore italiano († 1947)
- 1918 - Ivo Radovniković, calciatore e allenatore di calcio jugoslavo († 1977)
- 1919 - John Abramovic, cestista statunitense († 2000)
- 1919 - Giovanni Antorri, calciatore italiano
- 1919 - Konrad Bauer, aviatore tedesco († 1990)
- 1919 - Irene Stegun, matematica statunitense († 2008)
- 1920 - Poldo Bendandi, attore italiano († 1991)
- 1920 - Károly Kéri, calciatore ungherese († 1999)
- 1920 - Franco Munari, filologo classico e traduttore italiano († 1995)
- 1920 - Enrico Schiavetti, calciatore italiano († 1993)
- 1920 - Aleksej Skvorcov, botanico e biologo russo († 2008)
- 1921 - Eusebio Castigliano, calciatore italiano († 1949)
- 1921 - Yves Ciampi, regista e sceneggiatore francese († 1982)
- 1921 - Joseph Fontanet, politico francese
- 1921 - Doug Holcomb, cestista e allenatore di pallacanestro statunitense († 2008)
- 1921 - Erkki Lindén, cestista finlandese († 1942)
- 1922 - Kathryn Grayson, soprano e attrice statunitense († 2010)
- 1922 - Arnold Keyserling, filosofo e teologo tedesco († 2005)
- 1922 - Fernand Rossius, cestista e dirigente sportivo belga († 2006)
- 1923 - Brendan Behan, drammaturgo e scrittore irlandese († 1964)
- 1923 - Riccardo Bisogniero, generale italiano († 2018)
- 1923 - Marion Dougherty, casting director statunitense († 2011)
- 1923 - Heinz Drache, attore e doppiatore tedesco († 2002)
- 1923 - André Gorz, filosofo e giornalista francese († 2007)
- 1923 - Tonie Nathan, produttrice televisiva statunitense († 2014)
- 1923 - Chava Rosenfarb, scrittrice, poetessa e drammaturga polacca († 2011)
- 1923 - Norman Edward Shumway, cardiochirurgo statunitense († 2006)
- 1924 - Antonio Acciai, presbitero italiano († 1974)
- 1924 - Marcello Gatti, direttore della fotografia italiano († 2013)
- 1924 - Luigi Mattavelli, partigiano italiano († 1945)
- 1924 - Uberto Scarpelli, giurista, filosofo e sociologo italiano († 1993)
- 1924 - Woody Woodbury, comico, attore e conduttore televisivo statunitense
- 1925 - Franco Bironi, calciatore italiano († 1990)
- 1925 - Francesco Capotorti, giurista e giudice italiano († 2002)
- 1925 - Newton Cardoso, allenatore di calcio e calciatore brasiliano († 1975)
- 1925 - Christian Gaty, fumettista e illustratore francese († 2019)
- 1925 - Burkhard Heim, fisico tedesco († 2001)
- 1925 - Bobby Lewis, cantante statunitense († 2020)
- 1925 - Carlo Pastorino, politico italiano († 2011)
- 1925 - Charles Perrow, sociologo statunitense († 2019)
- 1926 - Veniero Canevari, illustratore e pittore italiano († 1989)
- 1926 - Giuseppe Cittadini, politico italiano († 2006)
- 1926 - Garret FitzGerald, politico, economista e avvocato irlandese († 2011)
- 1926 - La Norma Fox, circense statunitense
- 1927 - Giulio Gianini, regista, direttore della fotografia e animatore italiano († 2009)
- 1927 - Roy Jenson, attore canadese († 2007)
- 1928 - Dick Balduzzi, attore statunitense († 2020)
- 1928 - Antonio D'Auria, politico italiano († 1980)
- 1928 - Fino Fini, medico e scrittore italiano († 2020)
- 1928 - Frank Frazetta, illustratore, pittore e scultore statunitense († 2010)
- 1928 - Antonio Mazzarolli, politico italiano († 1998)
- 1928 - Rinus Michels, calciatore e allenatore di calcio olandese († 2005)
- 1928 - Vittorio Emanuele Orlando, naturalista italiano († 2014)
- 1928 - Piero Rollo, pugile italiano († 2001)
- 1928 - John Warrack, scrittore, critico musicale e oboista inglese
- 1929 - Renato Adinolfi, scacchista italiano († 2007)
- 1929 - Bill Barrett, politico statunitense († 2016)
- 1929 - Taiji Kase, karateka e maestro di karate giapponese († 2004)
- 1929 - Renzo Sassi, calciatore e allenatore di calcio italiano († 2018)
- 1929 - Antonello Satta, giornalista e scrittore italiano († 2003)
- 1930 - Joan Bassegoda, architetto, storico e saggista spagnolo († 2012)
- 1930 - Mario Carpitella, traduttore e autore televisivo italiano († 2008)
- 1930 - Eladio Herrera, pugile argentino († 2014)
- 1930 - Dino Lucianetti, calciatore italiano († 1990)
- 1930 - Renzo Nobili, zoologo italiano († 1995)
- 1930 - Pavel Schmidt, canottiere cecoslovacco († 2001)
- 1930 - Lucilla Udovich, soprano statunitense († 1999)
- 1931 - Thomas Bernhard, scrittore, drammaturgo e poeta austriaco († 1989)
- 1931 - Josef Masopust, calciatore e allenatore di calcio cecoslovacco († 2015)
- 1931 - Robert Morris, scultore statunitense († 2018)
- 1931 - Grazia Nidasio, fumettista e illustratrice italiana († 2018)
- 1931 - Tofigh Jahanbakht, lottatore iraniano († 1970)
- 1931 - Pia Zacco, attivista italiana († 2016)
- 1932 - Daniel Bekker, pugile sudafricano († 2009)
- 1932 - Ernesto Colnago, imprenditore e ex ciclista su strada italiano
- 1932 - Jiří Javorský, tennista cecoslovacco († 2002)
- 1932 - Margot Marsman, nuotatrice olandese († 2018)
- 1932 - Franco Maselli, ex calciatore e allenatore di calcio italiano
- 1932 - Daniele Oppi, pittore e pubblicitario italiano († 2006)
- 1932 - Gerhard Richter, pittore tedesco
- 1932 - Konrad Ruhland, direttore d'orchestra tedesco († 2010)
- 1932 - Joginder Singh, pilota di rally keniota († 2013)
- 1933 - Loris Azzaro, stilista italiano († 2003)
- 1933 - Aleksandr Samuilovič Šejn, regista sovietico († 2015)
- 1934 - Joe Grech, cantante maltese († 2024)
- 1934 - Grigorij Kosych, tiratore a segno sovietico († 2012)
- 1934 - Emilio Mattioni, architetto italiano († 2022)
- 1934 - François Milazzo, calciatore francese († 1967)
- 1935 - Tommaso Lisi, poeta italiano
- 1936 - Giovanni Boria, psicologo e psicoterapeuta italiano
- 1936 - Georg Maximilian Sterzinsky, cardinale e arcivescovo cattolico tedesco († 2011)
- 1936 - Clive Swift, attore inglese († 2019)
- 1936 - Elizabeth di Toro, politica, diplomatica e avvocato ugandese
- 1936 - Nello Velucchi, ex ciclista su strada italiano
- 1937 - Hildegard Behrens, soprano tedesco († 2009)
- 1937 - Giampiero Convalle, calciatore italiano († 2018)
- 1937 - Fritz Ewert, calciatore tedesco († 1990)
- 1937 - Andrea Fornasiero, generale e aviatore italiano
- 1937 - Hiroshi Hirata, fumettista giapponese († 2021)
- 1937 - Mary Jeanne Kreek, neuroscienziata statunitense († 2021)
- 1937 - Francis William Lawvere, matematico statunitense († 2023)
- 1937 - Cesare Mazzolari, vescovo cattolico e missionario italiano († 2011)
- 1937 - Tony Maggs, pilota automobilistico sudafricano († 2009)
- 1937 - Giovanni Susan, ex calciatore italiano
- 1937 - María Rosa de Madariaga, storica spagnola († 2022)
- 1938 - Djamila Boupacha, politica algerina
- 1938 - Park Jong-hwan, allenatore di calcio sudcoreano († 2023)
- 1938 - Fred Williams, attore tedesco
- 1939 - Abolfazl Anvari, lottatore iraniano († 2018)
- 1939 - Federico Guglielmo di Prussia, storico e nobile tedesco († 2015)
- 1939 - Barry Mann, compositore, musicista e paroliere statunitense
- 1939 - Janet Suzman, attrice e regista teatrale sudafricana
- 1940 - Brian Bennett, batterista e compositore britannico
- 1940 - Luigi Bressan, arcivescovo cattolico italiano
- 1940 - Andrea Buffoni, politico italiano
- 1940 - Giantito Burchiellaro, scenografo italiano
- 1940 - J. M. Coetzee, scrittore e saggista sudafricano
- 1940 - Seamus Deane, scrittore britannico († 2021)
- 1940 - Ricardo Duarte, ex cestista peruviano
- 1940 - David Webb Peoples, sceneggiatore e regista statunitense
- 1940 - Max Seidel, storico dell'arte svizzero
- 1940 - Edgardo Siroli, attore e regista teatrale italiano († 2005)
- 1941 - Giuliano Cazzola, politico e giornalista italiano
- 1941 - Little Tony, cantante e attore sammarinese († 2013)
- 1941 - Sheila James Kuehl, attrice, avvocato e politico statunitense
- 1941 - Dick Rienstra, attore e cantante olandese († 2021)
- 1941 - Ranieri Varese, storico dell'arte italiano
- 1941 - Cătălin Zamfir, politico e sociologo romeno
- 1942 - Manuel Castells, sociologo e politico spagnolo
- 1942 - Anna Elisa De Gregorio, poetessa e saggista italiana († 2020)
- 1942 - Marianna Hill, attrice statunitense
- 1942 - Carole King, cantautrice e compositrice statunitense
- 1942 - Peder Lunde Jr., ex velista norvegese
- 1942 - Paolo Mannucci, ex ciclista su strada italiano
- 1942 - Fausto Merchiori, politico italiano
- 1942 - Luigi Nicolais, ingegnere chimico e politico italiano
- 1942 - Custódio Pinto, calciatore portoghese († 2004)
- 1942 - Vanni Rodeghiero, giavellottista italiano
- 1943 - Paolo Cuccu, politico italiano († 2019)
- 1943 - Dieter Dierks, produttore discografico tedesco
- 1943 - Pat Dunne, calciatore irlandese († 2015)
- 1943 - Pasquale Galbusera, pittore e scultore italiano († 2024)
- 1943 - Jim King, ex cestista statunitense
- 1943 - Michel Le Ray, ex cestista e allenatore di pallacanestro francese
- 1943 - Barbara Lewis, cantante statunitense
- 1943 - Sergio Merusi, politico e economista italiano
- 1943 - Jonny Nilsson, pattinatore di velocità su ghiaccio svedese († 2022)
- 1943 - Joe Pesci, attore e musicista statunitense
- 1943 - Doris Rogers, ex cestista statunitense
- 1943 - Joseph Stiglitz, economista e saggista statunitense
- 1943 - Yan Thomas, giurista e storico francese († 2008)
- 1944 - Franco Barbero, attore italiano
- 1944 - Ian Broad, batterista britannico
- 1944 - Manuela Carmena, politica, scrittrice e magistrata spagnola
- 1944 - Franco Fanigliulo, cantautore italiano († 1989)
- 1944 - Giancarlo Giomarelli, cantante, paroliere e compositore italiano († 2015)
- 1944 - László Horváth, ex calciatore ungherese
- 1944 - Gerard Vianen, ciclista su strada belga († 2014)
- 1944 - Alice Walker, scrittrice, attivista e poetessa statunitense
- 1944 - Ze'ev Zeltzer, allenatore di calcio e ex calciatore israeliano
- 1945 - Glenda Dickerson, regista teatrale statunitense († 2012)
- 1945 - Mia Farrow, attrice e attivista statunitense
- 1945 - Henry Krieger, compositore statunitense
- 1945 - Gérard Lenorman, cantautore, compositore e produttore discografico francese
- 1945 - Bill Mensch, ingegnere statunitense
- 1945 - Margit Otto-Crépin, cavallerizza francese († 2020)
- 1945 - Nadežda Zacharova, ex cestista sovietica
- 1945 - Yoshinori Ōsumi, biologo giapponese
- 1946 - Ernesto Auci, giornalista e politico italiano
- 1946 - Carlo Barbieri, scrittore italiano
- 1946 - Dieter Burmester, ingegnere, imprenditore e musicista tedesco († 2015)
- 1946 - Giuseppe Cattaneo, ex calciatore italiano
- 1946 - Francesco D'Agostino, giurista e filosofo italiano († 2022)
- 1946 - Dennis Nelson, ex giocatore di football americano statunitense
- 1946 - Vince Papale, ex giocatore di football americano statunitense
- 1946 - George Stone, cestista statunitense († 1993)
- 1946 - Jim Webb, politico statunitense
- 1947 - Gianni De Martino, giornalista, scrittore e attivista italiano
- 1947 - Roberto De Petri, ex calciatore italiano
- 1947 - Carla Del Ponte, magistrato svizzero
- 1947 - Joe Ely, cantautore statunitense
- 1947 - Nicolás Estéfano, calciatore spagnolo († 2016)
- 1947 - Giuseppe Grossi, imprenditore italiano († 2011)
- 1947 - Boris Francevič Gul'ko, scacchista statunitense
- 1947 - Major Harris, cantante e chitarrista statunitense († 2012)
- 1947 - La Lupa, cantante svizzera
- 1947 - Léon Jeck, calciatore belga († 2007)
- 1947 - Tamara Kamenszain, poetessa e saggista argentina († 2021)
- 1947 - Nicanor de Carvalho, allenatore di calcio e calciatore brasiliano († 2018)
- 1947 - Erik Olin Wright, sociologo, saggista e attivista statunitense († 2019)
- 1948 - Jevhen Aržanov, ex mezzofondista sovietico
- 1948 - David Hayman, attore e regista britannico
- 1948 - Cildo Meireles, scultore e artista brasiliano
- 1948 - Véronique Müller, cantante svizzera
- 1948 - Gary Pickford-Hopkins, cantante britannico († 2013)
- 1948 - Antonio Savastano, tenore italiano († 1991)
- 1948 - Greg Stafford, autore di giochi e scrittore statunitense († 2018)
- 1948 - Antonio Zanini, pilota di rally spagnolo
- 1949 - Francesco Focardi, vescovo cattolico e missionario italiano († 2022)
- 1949 - Bernard Gallacher, golfista scozzese
- 1949 - Ruben González Medina, vescovo cattolico portoricano
- 1949 - Lamberto Grillotti, politico italiano († 2010)
- 1949 - Al Henry, ex cestista statunitense
- 1949 - Paul Hillier, direttore d'orchestra e baritono britannico
- 1949 - Judith Light, attrice e attivista statunitense
- 1949 - Steve Morelli, regista italiano
- 1949 - Janusz Pyciak-Peciak, ex pentatleta polacco
- 1949 - Giacomo Sanna, politico italiano
- 1950 - Gábor Koltay, regista ungherese
- 1950 - Greg Losey, pentatleta statunitense († 2002)
- 1950 - Carlos Lozano de la Torre, politico messicano
- 1950 - Gianpietro Pagnoncelli, dirigente sportivo italiano
- 1950 - Doriano Pozzato, ex calciatore italiano
- 1950 - Steve Previs, ex cestista statunitense
- 1951 - Mitsuru Adachi, fumettista giapponese
- 1951 - Franco Bergamaschi, allenatore di calcio e ex calciatore italiano
- 1951 - Ricardo Cleofás, ex cestista filippino
- 1951 - Ole-Bjørn Edner, allenatore di calcio e ex calciatore norvegese
- 1951 - Jay Inslee, politico e avvocato statunitense
- 1951 - Ingvar Stadheim, allenatore di calcio e ex calciatore norvegese
- 1951 - Kurt Yaghjian, cantante e attore statunitense
- 1952 - Robert Alban, ex ciclista su strada e ciclocrossista francese
- 1952 - Tony Attwood, psicologo britannico
- 1952 - Angelo Buscema, magistrato italiano
- 1952 - Hanan Keren, ex cestista israeliano
- 1952 - Cliff Letcher, tennista australiano († 2004)
- 1952 - Shinako Tsuchiya, politica giapponese
- 1952 - Julio Velasco, allenatore di pallavolo e dirigente sportivo argentino
- 1952 - Danny White, ex giocatore di football americano statunitense
- 1952 - Zhang Jilong, dirigente sportivo cinese
- 1953 - Vito Antuofermo, ex pugile e attore italiano
- 1953 - Erich Bürzle, ex calciatore liechtensteinese
- 1953 - Gary Franks, politico statunitense
- 1953 - Miquette Giraudy, cantante, tastierista e percussionista francese
- 1953 - Vera Gutkina, pittrice, poetessa e scrittrice russa († 2022)
- 1953 - Ciarán Hinds, attore nordirlandese
- 1953 - Joseph Lee Rodgers, psicologo e insegnante statunitense
- 1953 - Vincenzo Melone, ammiraglio italiano
- 1953 - Giancarlo Pittelli, avvocato e politico italiano
- 1953 - Ezechiele Ramin, presbitero e religioso italiano († 1985)
- 1953 - Michèle Rivasi, politica francese († 2023)
- 1954 - Walter Baier, politico austriaco
- 1954 - Mary Jo Duffy, curatrice editoriale e fumettista statunitense
- 1954 - Chris Gardner, imprenditore statunitense
- 1954 - Bertram Hilgen, politico tedesco
- 1954 - Ana Gomes, diplomatica e politica portoghese
- 1954 - Gina Rinehart, imprenditrice australiana
- 1954 - Ulrich Walter, ex astronauta e fisico tedesco
- 1954 - Alfonso Zamora, ex pugile messicano
- 1955 - Jerry Beck, storico del cinema, saggista e blogger statunitense
- 1955 - Jim J. Bullock, attore statunitense
- 1955 - Peppe Celentano, attore teatrale, drammaturgo e regista teatrale italiano
- 1955 - Véronique Lange, montatrice belga
- 1955 - Antonios Aziz Mina, vescovo cattolico egiziano
- 1955 - Jimmy Pursey, cantante e produttore discografico inglese
- 1955 - Charles Shaughnessy, attore e nobile britannico
- 1955 - Wang Xiaotian, ex pallanuotista cinese
- 1956 - Denis Bergeron, astronomo canadese
- 1956 - Bejoy Nicephorus D'Cruze, arcivescovo cattolico bangladese
- 1956 - Phil Ford, ex cestista e allenatore di pallacanestro statunitense
- 1956 - Carlos Gaviria, regista colombiano
- 1956 - Hans Gildemeister, ex tennista cileno
- 1956 - Chenjerai Hove, poeta, scrittore e saggista zimbabwese († 2015)
- 1956 - Mike Kenn, ex giocatore di football americano statunitense
- 1956 - William Maze, ex tennista statunitense
- 1956 - Alina Reyes, scrittrice francese
- 1956 - Alan Walsh, allenatore di calcio e ex calciatore inglese
- 1957 - Colin Irwin, ex calciatore inglese
- 1957 - Terry McAuliffe, politico e imprenditore statunitense
- 1957 - Ruy Ramos, dirigente sportivo, allenatore di calcio e ex calciatore brasiliano
- 1957 - John Ribat, cardinale e arcivescovo cattolico papuano
- 1957 - Gordon Strachan, dirigente sportivo, allenatore di calcio e ex calciatore scozzese
- 1957 - Lubomír Tesáček, mezzofondista cecoslovacco († 2011)
- 1957 - Jaco Van Dormael, regista, sceneggiatore e drammaturgo belga
- 1958 - Vladimir Andreev, ex sciatore alpino sovietico
- 1958 - Christoph Clark, ex attore pornografico francese
- 1958 - Bill Evans, sassofonista statunitense
- 1958 - Kyriakos Kouīs, ex calciatore cipriota
- 1958 - Alessandro Laterza, editore italiano
- 1958 - Sandy Lyle, golfista scozzese
- 1958 - Giorgio Manzi, antropologo e paleontologo italiano
- 1958 - Marija Pinigina, ex velocista sovietica
- 1958 - Cyrille Regis, calciatore francese († 2018)
- 1958 - Amrita Singh, attrice indiana
- 1958 - Filippo Vendemmiati, giornalista, regista e sceneggiatore italiano
- 1959 - Andrea Beltratti, economista e banchiere italiano
- 1959 - Ali Bongo Ondimba, politico gabonese
- 1959 - Date Yasumune, politico giapponese
- 1959 - David B., disegnatore e fumettista francese
- 1959 - Mark Anthony Eckman, vescovo cattolico statunitense
- 1959 - Joachim Kunz, ex sollevatore tedesco orientale
- 1960 - Olesja Barel', ex cestista sovietica
- 1960 - Francesco Boito, ex calciatore italiano
- 1960 - Anna Maria Cardano, politica italiana
- 1960 - Antonia Dell'Atte, modella e personaggio televisivo italiana
- 1960 - Sharon Douglas, ex cestista canadese
- 1960 - Christian Engström, politico svedese
- 1960 - Francis Gillot, allenatore di calcio e ex calciatore francese
- 1960 - Yūgo Ishikawa, fumettista giapponese
- 1960 - Holly Johnson, cantante, scrittore e artista britannico
- 1960 - Franco Mirabelli, politico italiano
- 1960 - Ivar Olsen, ex combinatista nordico norvegese
- 1960 - Bernardo Piñango, ex pugile venezuelano
- 1960 - Jadwiga Sidoruk, ex cestista polacca
- 1960 - David Simon, scrittore, giornalista e sceneggiatore statunitense
- 1960 - Peggy Whitson, astronauta statunitense
- 1961 - Roberto Cabalisti, ex giocatore di baseball italiano
- 1961 - Pascal Chaumeil, regista francese († 2015)
- 1961 - Manuel Gerolin, dirigente sportivo e ex calciatore italiano
- 1961 - Goran Grbović, ex cestista jugoslavo
- 1961 - Burak Sergen, attore turco
- 1962 - Vito Cucco, allenatore di calcio a 5, ex giocatore di calcio a 5 e preparatore atletico italiano
- 1962 - Jörg Eberle, allenatore di hockey su ghiaccio e ex hockeista su ghiaccio svizzero
- 1962 - Kenny Fields, ex cestista statunitense
- 1962 - Filippo Gaudenzi, giornalista e conduttore televisivo italiano
- 1962 - Csaba Kesjár, pilota automobilistico ungherese († 1988)
- 1962 - Zoë Lund, attrice, sceneggiatrice e compositrice statunitense († 1999)
- 1962 - Dennis Padilla, attore, comico e regista filippino
- 1962 - Diego Pérez, ex tennista uruguaiano
- 1962 - Paul Salopek, giornalista e scrittore statunitense
- 1962 - Tetsuo Shinohara, regista giapponese
- 1963 - Daniel Bravo, commentatore televisivo e ex calciatore francese
- 1963 - Kevin Brooks, ex giocatore di football americano statunitense
- 1963 - Gianni Cristiani, ex calciatore italiano
- 1963 - Lolo Ferrari, attrice, attrice pornografica e ballerina francese († 2000)
- 1963 - Brian Greene, fisico statunitense
- 1963 - John Hewitt, ex calciatore scozzese
- 1963 - Khalida Jarrar, politica palestinese
- 1963 - Eric Moo, cantante, compositore e produttore discografico malaysiano
- 1963 - Anișoara Sorohan, ex canottiera romena
- 1963 - Travis Tritt, cantante statunitense
- 1964 - Alundra Blayze, ex wrestler e ex pilota automobilistico statunitense
- 1964 - Rachel Bolan, bassista statunitense
- 1964 - Mark Carleton-Smith, generale britannico
- 1964 - Kent Christiansen, calciatore norvegese († 2004)
- 1964 - Roberto Dalla Vecchia, ex cestista italiano
- 1964 - Renee Ellmers, politica statunitense
- 1964 - Aurelio González Ovies, poeta spagnolo
- 1964 - Lars Grael, ex velista brasiliano
- 1964 - Igor' Malkov, ex pattinatore di velocità su ghiaccio sovietico
- 1964 - Antonio McKay, ex velocista statunitense
- 1964 - Johanna Mikl-Leitner, politica austriaca
- 1964 - Dewi Morris, ex rugbista a 15, giornalista e imprenditore britannico
- 1964 - Romy Padovano, scrittore italiano
- 1964 - Siegbert Rampe, direttore d'orchestra, clavicembalista e organista tedesco († 2025)
- 1964 - Grzegorz Ryś, cardinale e arcivescovo cattolico polacco
- 1964 - Ernesto Valverde, allenatore di calcio e ex calciatore spagnolo
- 1965 - Dieter Baumann, ex mezzofondista tedesco
- 1965 - Winston Bennett, allenatore di pallacanestro e ex cestista statunitense
- 1965 - Michael Brandon, ex attore pornografico statunitense
- 1965 - Roberto Favaro, ex rugbista a 15 e allenatore di rugby a 15 italiano
- 1965 - Joe Galea, ex calciatore maltese
- 1965 - Santino Pellegrino, allenatore di hockey su ghiaccio e ex hockeista su ghiaccio canadese
- 1965 - Velimir Perasović, allenatore di pallacanestro e ex cestista croato
- 1965 - Christian Schenk, ex multiplista tedesco
- 1965 - Takahiro Shimada, ex calciatore giapponese
- 1965 - Silvia Sperber, ex tiratrice a segno tedesca
- 1965 - Keith Wickham, doppiatore, comico e sceneggiatore britannico
- 1965 - Omar Yaghi, chimico giordano
- 1965 - Marina Šmonina, ex velocista russa
- 1966 - Stein Amundsen, ex calciatore norvegese
- 1966 - Marco Ciardi, allenatore di calcio a 5 e ex giocatore di calcio a 5 italiano
- 1966 - Tat'jana Golikova, politica e economista russa
- 1966 - Christoph Maria Herbst, attore tedesco
- 1966 - Ellen van Langen, ex mezzofondista olandese
- 1966 - Petri Niiranen, ex cestista finlandese
- 1966 - Denis Rey, ex sciatore alpino francese
- 1966 - Domitilla Savignoni, giornalista, conduttrice televisiva e ex ginnasta italiana
- 1966 - Andrew Phillip Smith, scrittore e editore britannico
- 1966 - Beata Szałwińska, pianista polacca
- 1966 - Satoshi Urushihara, fumettista, illustratore e character designer giapponese
- 1966 - Francesco Vedovati, casting director italiano
- 1967 - Gaston Browne, politico antiguo-barbudano
- 1967 - Franco Ceccuzzi, politico italiano
- 1967 - Oleg Denisov, ex giocatore di calcio a 5 russo
- 1967 - Claire Fuller, scrittrice britannica
- 1967 - Chris Kappler, cavaliere statunitense
- 1967 - Venus Lacy, ex cestista statunitense
- 1967 - Nicholas Sadler, attore statunitense
- 1968 - Pascal Chanteur, ex ciclista su strada francese
- 1968 - Alejandra Guzmán, cantante messicana
- 1968 - Bob Hanning, allenatore di pallamano e dirigente sportivo tedesco
- 1968 - Nicolas Huysman, allenatore di calcio e ex calciatore francese
- 1968 - Yuka Koyama, doppiatrice giapponese
- 1968 - Darius Lukminas, ex cestista lituano
- 1968 - Frédéric Meyrieu, ex calciatore francese
- 1968 - Derek Strong, ex cestista statunitense
- 1969 - Patricia Benavides, avvocata peruviana
- 1969 - Susy Del Giudice, attrice italiana
- 1969 - Bert Dietz, ex ciclista su strada tedesco
- 1969 - Mirayda García, ex schermitrice cubana
- 1969 - Tom Scharpling, comico, doppiatore e sceneggiatore statunitense
- 1969 - Alberto Hernández, ex giocatore di baseball cubano
- 1969 - Todd Lyght, ex giocatore di football americano statunitense
- 1969 - Billy Morrison, chitarrista britannico
- 1969 - Jimmy Smith, ex giocatore di football americano statunitense
- 1969 - Pavel Tonkov, ex ciclista su strada russo
- 1969 - José Vera, allenatore di calcio, dirigente sportivo e ex calciatore venezuelano
- 1969 - Angelo Weiss, allenatore di sci alpino e ex sciatore alpino italiano
- 1970 - Cihat Arslan, allenatore di calcio e ex calciatore turco
- 1970 - Dario Bandiera, showman, attore e comico italiano
- 1970 - Sergio Bernal, ex calciatore messicano
- 1970 - Christian Gudegast, sceneggiatore e regista statunitense
- 1970 - Giovanna Iannantuoni, economista italiana
- 1970 - Cristina Mantis, attrice e regista italiana
- 1970 - Glenn McGrath, crickettista australiano
- 1970 - Oleksandr Moskaljuk, ex giocatore di calcio a 5 ucraino
- 1970 - Todd Rokita, politico statunitense
- 1970 - Mauro Sartori, ex cestista e dirigente sportivo italiano
- 1970 - Filippo Soffici, ex canottiere italiano
- 1970 - Branko Strupar, ex calciatore croato
- 1970 - Kemalettin Şentürk, allenatore di calcio e ex calciatore turco
- 1971 - Sharon Case, attrice statunitense
- 1971 - Xabier Iriondo, musicista e compositore italiano
- 1971 - Hans Knauß, ex sciatore alpino austriaco
- 1971 - Javier Lozano Chavira, ex calciatore messicano
- 1971 - Jim Miller, ex giocatore di football americano statunitense
- 1971 - Johan Mjällby, allenatore di calcio e ex calciatore svedese
- 1971 - Edith Pineda, ex cestista messicana
- 1971 - Diana Pop, ex cestista rumena
- 1971 - Luis Pérez Pascual, ex calciatore spagnolo
- 1971 - Zinaida Stahurskaja, ciclista su strada bielorussa († 2009)
- 1971 - Xu Yanmei, ex tuffatrice cinese
- 1972 - Uğur Aslan, attore e musicista turco
- 1972 - Steve Banks, ex calciatore inglese
- 1972 - Alain Bruno Bongotouté, ex calciatore centrafricano
- 1972 - Paolo Casiraghi, attore, comico e cabarettista italiano
- 1972 - Darren Ferguson, allenatore di calcio e ex calciatore scozzese
- 1972 - Jason Winston George, attore e modello statunitense
- 1972 - Giulio Griccioli, allenatore di pallacanestro italiano
- 1972 - Thierry Ottavy, ex giocatore di beach soccer francese
- 1972 - Norbert Rózsa, ex nuotatore ungherese
- 1972 - Daniela Simion, ex cestista rumena
- 1972 - Álvaro Véliz, cantante e compositore cileno
- 1972 - Michael Williams, ex cestista statunitense
- 1973 - S'vjatlana Bahinskaja, ex ginnasta sovietica
- 1973 - Nathan Barr, compositore e musicista statunitense
- 1973 - Colin Egglesfield, attore e modello statunitense
- 1973 - Mika Marila, ex sciatore alpino finlandese
- 1973 - Makoto Shinkai, animatore, regista e scrittore giapponese
- 1973 - Yoshitomo Tani, ex giocatore di baseball giapponese
- 1973 - Ivan Tončev, ex calciatore bulgaro
- 1974 - Lorena Bianchetti, conduttrice televisiva, conduttrice radiofonica e autrice televisiva italiana
- 1974 - Jordi Cruijff, allenatore di calcio, dirigente sportivo e ex calciatore olandese
- 1974 - Sebastian Dietz, pentatleta tedesco
- 1974 - Montego Glover, attrice e cantante statunitense
- 1974 - Ali Koko, ex rugbista a 15 samoano
- 1974 - Flandy Limpele, giocatore di badminton indonesiano
- 1974 - Dario Passoni, allenatore di calcio e ex calciatore italiano
- 1974 - Amber Valletta, supermodella e attrice statunitense
- 1974 - John Wallace, ex cestista statunitense
- 1975 - Kurt Asle Arvesen, dirigente sportivo e ex ciclista su strada norvegese
- 1975 - The Supermen Lovers, musicista e disc jockey francese
- 1975 - Gayà, cantante statunitense
- 1975 - Vladimir Guerrero, giocatore di baseball dominicano
- 1975 - Uroš Murn, ex ciclista su strada sloveno
- 1975 - Andreas Neuendorf, allenatore di calcio e ex calciatore tedesco
- 1975 - Rawson Marshall Thurber, regista, sceneggiatore e produttore cinematografico statunitense
- 1975 - Stuart Young, politico trinidadiano
- 1976 - Charlie Day, attore e sceneggiatore statunitense
- 1976 - Kama, cantautore italiano
- 1976 - Vik Lalić, allenatore di calcio e ex calciatore croato
- 1976 - Walter Lapeyre, tiratore a segno francese
- 1976 - Elvis Perkins, cantautore statunitense
- 1976 - Davide Possanzini, allenatore di calcio e ex calciatore italiano
- 1976 - Ionela Târlea, ex velocista e ostacolista rumena
- 1976 - Johnny Vegas, allenatore di calcio e ex calciatore peruviano
- 1977 - Roman Balašov, pallanuotista russo
- 1977 - A. J. Buckley, attore e doppiatore irlandese
- 1977 - Raphaël Burtin, ex sciatore alpino francese
- 1977 - Nicolas Coutelot, ex tennista francese
- 1977 - Nicolás Diez, ex calciatore argentino
- 1977 - Marcella Granito, attrice italiana
- 1977 - Jang Hye-ock, ex giocatrice di badminton sudcoreana
- 1977 - Jurgen Van De Walle, ex ciclista su strada belga
- 1977 - Ledina Çelo, cantante e modella albanese
- 1978 - Clarice Assad, cantante e compositrice brasiliana
- 1978 - Lynnette Cole, modella statunitense
- 1978 - Laurel Hubbard, sollevatrice neozelandese
- 1978 - Gro Marit Istad Kristiansen, ex biatleta norvegese
- 1978 - Naoki Koshō, ex giocatore di football americano e allenatore di football americano giapponese
- 1978 - Nikola Lazetić, ex calciatore serbo
- 1978 - Magnus Malmgren, schermidore svedese
- 1978 - Monica Marangoni, conduttrice televisiva e giornalista italiana
- 1978 - Erin O'Connor, supermodella britannica
- 1978 - William Servat, ex rugbista a 15 e allenatore di rugby a 15 francese
- 1978 - Nélson Veiga, ex calciatore capoverdiano
- 1978 - Omar Zarif, ex calciatore argentino
- 1978 - Fede Álvarez, regista, sceneggiatore e produttore cinematografico uruguaiano
- 1979 - Damián Albil, ex calciatore argentino
- 1979 - Maurizio Bedin, ex calciatore italiano
- 1979 - Marco Caneira, ex calciatore portoghese
- 1979 - Nicolás Córdova, allenatore di calcio, dirigente sportivo e ex calciatore cileno
- 1979 - Carlos Ramón Hidalgo, ex calciatore ecuadoriano
- 1979 - Mario Jurić, astronomo croato
- 1979 - İnanç Koç, ex cestista e allenatore di pallacanestro turco
- 1979 - Aýdar Kümisbekov, ex calciatore kazako
- 1979 - Alain Kécine, ex calciatore francese
- 1979 - Elisa Lavia, ex calciatrice italiana
- 1979 - Gábor Máté, discobolo ungherese
- 1979 - Ricardo Páez, allenatore di calcio e ex calciatore venezuelano
- 1979 - Sullivan Phillips, allenatore di pallacanestro e ex cestista bermudiano
- 1979 - Ânderson Polga, ex calciatore brasiliano
- 1979 - Andrea Romizi, politico italiano
- 1979 - Irina Sluckaja, ex pattinatrice artistica su ghiaccio russa
- 1979 - Mark Antony Wilson, ex calciatore inglese
- 1979 - Zhang Ziyi, attrice e doppiatrice cinese
- 1979 - Luka Špik, canottiere sloveno
- 1980 - Javier Almirón, ex calciatore argentino
- 1980 - Davide Berardi, fumettista italiano
- 1980 - Aggelos Charisteas, ex calciatore greco
- 1980 - Andrea Gentile, ex calciatore italiano
- 1980 - Shimrit Gigi, ex cestista israeliana
- 1980 - Im Yong-su, ex sollevatore nordcoreano
- 1980 - Jia Guang, ex cestista cinese
- 1980 - Kim Dong-sung, ex pattinatore di short track sudcoreano
- 1980 - Margarita Levieva, attrice russa
- 1980 - Shelly Martinez, ex wrestler e modella statunitense
- 1980 - Vasilīs Mazarakīs, ex tennista greco
- 1980 - Vanni Pedrini, allenatore di calcio a 5, preparatore atletico e ex giocatore di calcio a 5 italiano
- 1980 - Cassandra Steen, cantautrice tedesca
- 1980 - Reto Zanni, ex calciatore svizzero
- 1981 - Patricio Albacete, ex rugbista a 15 argentino
- 1981 - James Forrester, ex rugbista a 15 britannico
- 1981 - Tom Hiddleston, attore britannico
- 1981 - Silvio Orlando, allenatore di rugby a 15 e ex rugbista a 15 italiano
- 1981 - Kristian Pless, ex tennista danese
- 1981 - Jaroslav Pospíšil, tennista ceco
- 1981 - Milan Rakič, ex calciatore sloveno
- 1981 - Daisuke Sekimoto, wrestler giapponese
- 1981 - The Rev, batterista statunitense († 2009)
- 1981 - Tian Jia, giocatrice di beach volley cinese
- 1981 - Māris Urtāns, pesista e discobolo lettone
- 1981 - Luke Whitehead, ex cestista statunitense
- 1982 - Pauline Akonga, cestista della Repubblica Democratica del Congo
- 1982 - Samer Awad, calciatore siriano
- 1982 - Elena Bogomazova, ex nuotatrice russa
- 1982 - Wajdi Bouallègue, ginnasta tunisino
- 1982 - Domingo Cisma, allenatore di calcio e ex calciatore spagnolo
- 1982 - Du Wei, ex calciatore cinese
- 1982 - Gianluca Ermeti, nuotatore italiano
- 1982 - Julián Estiven Vélez, ex calciatore colombiano
- 1982 - Pat Iannone, ex hockeista su ghiaccio canadese
- 1982 - Ionuț Mazilu, allenatore di calcio e ex calciatore rumeno
- 1982 - Paul Munster, allenatore di calcio e ex calciatore nordirlandese
- 1982 - Jameer Nelson, ex cestista e dirigente sportivo statunitense
- 1982 - Vicky Papadopoulou, attrice e modella greca
- 1982 - Delphyne Peretto, ex biatleta francese
- 1982 - Tat'jana Šč'egoleva, ex cestista russa
- 1982 - Ami Suzuki, cantante, disc jockey e musicista giapponese
- 1982 - Yuki Suzuki, cantante giapponese
- 1982 - Javier Umbides, ex calciatore argentino
- 1982 - Samuel Weale, pentatleta britannico
- 1982 - Dean J. West, attore statunitense
- 1982 - Zhang Ying, schermitrice cinese
- 1983 - Francisco Danilo Aguilar, ex calciatore guatemalteco
- 1983 - Mikel Arruabarrena, ex calciatore spagnolo
- 1983 - Syamsul Chaeruddin, calciatore indonesiano
- 1983 - Novica Bjelica, pallavolista serbo
- 1983 - Fernando Cafasso, ex calciatore argentino
- 1983 - Matty Cardarople, attore statunitense
- 1983 - José Alfredo Castillo, calciatore boliviano
- 1983 - Delilah DiCrescenzo, mezzofondista e siepista statunitense
- 1983 - Celia Freijeiro, attrice spagnola
- 1983 - Gérald Hardy-Dessources, pallavolista francese
- 1983 - Manuele Labate, attore italiano
- 1983 - Dimităr Rangelov, ex calciatore bulgaro
- 1983 - Martin Stoll, ex calciatore tedesco
- 1983 - Aleksandar Trišović, ex calciatore serbo
- 1983 - Damiano Zanon, ex calciatore italiano
- 1984 - Maurice Ager, ex cestista statunitense
- 1984 - Silvia Baldi, ex calciatrice e giocatrice di calcio a 5 italiana
- 1984 - Karim Benounes, ex calciatore francese
- 1984 - Vukašin Brajić, cantante bosniaco
- 1984 - Jason Di Salvo, pilota motociclistico statunitense
- 1984 - Omar Ahmed El Ghazaly, ex discobolo egiziano
- 1984 - Andrej Eščenko, ex calciatore russo
- 1984 - Stéphane Guillaume, ex calciatore haitiano
- 1984 - Han Geng, attore e cantante cinese
- 1984 - Maria Lucia Rosenberg, cantante danese
- 1984 - Davide Iacopini, attore italiano
- 1984 - Anna Jurkiewicz, ex pattinatrice artistica su ghiaccio polacca
- 1984 - Andreas Moen, calciatore norvegese
- 1984 - Dioner Navarro, giocatore di baseball venezuelano
- 1984 - Sebastián Setti, ex calciatore argentino
- 1984 - Obie Trotter, cestista statunitense
- 1985 - Jérémy Choplin, calciatore francese
- 1985 - Nigel Dawes, hockeista su ghiaccio canadese
- 1985 - Valerio Foglio, allenatore di calcio e ex calciatore italiano
- 1985 - David Gallagher, attore statunitense
- 1985 - Alberto García Cabrera, ex calciatore spagnolo
- 1985 - Leandro Grimi, ex calciatore argentino
- 1985 - Luis Miguel Hernández, calciatore salvadoregno
- 1985 - Tommy Hill, pilota motociclistico britannico
- 1985 - Dejan Luković, ex cestista serbo
- 1985 - Marcin Możdżonek, pallavolista polacco
- 1985 - Gabe Norwood, cestista statunitense
- 1985 - Eleandro Pema, ex calciatore albanese
- 1985 - Daniel Peruzzo, ex hockeista su ghiaccio e preparatore atletico italiano
- 1985 - Tadhg Purcell, calciatore irlandese
- 1985 - Behrang Safari, ex calciatore iraniano
- 1985 - Seo Ji-hun, videogiocatore sudcoreano
- 1985 - Shao Tingting, ex cestista cinese
- 1985 - Ismaïl Sillach, pugile ucraino
- 1985 - Vladimir Škljarov, ballerino russo († 2024)
- 1985 - Emiliano Veliaj, ex calciatore albanese
- 1985 - Maksim Žaŭnerčyk, ex calciatore bielorusso
- 1986 - Kamran Ağayev, ex calciatore azero
- 1986 - Adrian Banks, cestista statunitense
- 1986 - Adolphe Boaoutho, calciatore francese
- 1986 - Choi Jin-hyuk, attore sudcoreano
- 1986 - Javi Flores, ex calciatore spagnolo
- 1986 - Adel Gholami, pallavolista iraniano
- 1986 - Marieke Guehrer, ex nuotatrice australiana
- 1986 - Stina Lykke Petersen, calciatrice danese
- 1986 - Azize Tanrıkulu, taekwondoka turca
- 1986 - Ciprian Tătărușanu, ex calciatore rumeno
- 1986 - Jade Xu, attrice e ex artista marziale cinese
- 1986 - Raiyah bint al-Husayn, principessa giordana
- 1987 - Rose Leslie, attrice scozzese
- 1987 - Zafar Babajanow, calciatore turkmeno
- 1987 - Daniel Cadena, calciatore spagnolo
- 1987 - Henry Cejudo, artista marziale misto statunitense
- 1987 - Choe Kum-chol, calciatore nordcoreano
- 1987 - Sam Coulson, chitarrista inglese
- 1987 - José Ángel Crespo, ex calciatore spagnolo
- 1987 - Papa Dia, ex cestista senegalese
- 1987 - Franck Essomba, calciatore camerunese
- 1987 - Josh Gordy, giocatore di football americano statunitense
- 1987 - Michael B. Jordan, attore, regista e produttore cinematografico statunitense
- 1987 - Shannon Kook, attore sudafricano
- 1987 - Erlind Koreshi, ex calciatore albanese
- 1987 - Davide Lanzafame, allenatore di calcio e ex calciatore italiano
- 1987 - Lee Martin, calciatore inglese
- 1987 - Magdalena Neuner, ex biatleta tedesca
- 1987 - Isaías Sánchez Cortés, calciatore spagnolo
- 1987 - Kristof van Hout, ex calciatore belga
- 1987 - Ivan Vuković, ex calciatore montenegrino
- 1987 - James Ward, ex tennista britannico
- 1988 - Francisco Cerro, calciatore argentino
- 1988 - Christian Chimino, calciatore argentino
- 1988 - Jherson Córdoba, ex calciatore colombiano
- 1988 - Aleksandr Dovgan, giocatore di calcio a 5 kazako
- 1988 - Lotte Friis, ex nuotatrice danese
- 1988 - Clifford Gatt Baldacchino, calciatore maltese
- 1988 - Diego González, calciatore argentino
- 1988 - Kieran Govers, hockeista su prato australiano
- 1988 - Kateřina Hindráková, ex cestista ceca
- 1988 - Marco Iermanò, attore italiano
- 1988 - Charles Kaboré, ex calciatore burkinabé
- 1988 - Hazal Filiz Küçükköse, attrice turca
- 1988 - Enzo Lattuca, politico italiano
- 1988 - Monika Liu, cantante lituana
- 1988 - Dawid Pietrzkiewicz, ex calciatore polacco
- 1988 - Astrid Øyre Slind, fondista norvegese
- 1988 - Silje Øyre Slind, fondista norvegese
- 1988 - Renato Augusto, calciatore brasiliano
- 1988 - Rod Streater, giocatore di football americano statunitense
- 1988 - Steve Zakuani, ex calciatore della Repubblica Democratica del Congo
- 1989 - Pablo Aguilar Bermúdez, cestista spagnolo
- 1989 - Tomás De Vincenti, ex calciatore argentino
- 1989 - Emanuele Di Marino, atleta paralimpico italiano
- 1989 - Maxime Dufour-Lapointe, sciatrice freestyle canadese
- 1989 - Gia Farrell, cantante statunitense
- 1989 - Jamal Gay, ex calciatore trinidadiano
- 1989 - Mark Gwrman, calciatore kazako
- 1989 - Katarzia, cantante slovacca
- 1989 - Ari-Pekka Liukkonen, nuotatore finlandese
- 1989 - Gerson Mayen, calciatore statunitense
- 1989 - Daniel Muno, giocatore di baseball statunitense
- 1989 - Abdel Majid Naji, ex cestista francese
- 1989 - Ramon Sinkeldam, ex ciclista su strada e ex ciclocrossista olandese
- 1989 - Artur Slabašėvič, calciatore bielorusso
- 1989 - Michael Thompson, cestista statunitense
- 1989 - Tjaša Tibaut, ex calciatrice slovena
- 1989 - Alassane Touré, calciatore francese
- 1989 - Hernán Villalba, ex calciatore argentino
- 1989 - Zhang Chengdong, calciatore cinese
- 1990 - Lens Aboudou, cestista francese
- 1990 - Facundo Affranchino, calciatore argentino
- 1990 - Volodymyr Bajenko, ex calciatore ucraino
- 1990 - Nicolás Barán, ex calciatore uruguaiano
- 1990 - Rafael Batatinha, calciatore brasiliano
- 1990 - Saïd Bouzambou, giocatore di calcio a 5 olandese
- 1990 - Eudes Dagoulou, calciatore centrafricano
- 1990 - Nicole Faria, modella indiana
- 1990 - Jeremy Gallon, ex giocatore di football americano statunitense
- 1990 - Martín González, calciatore uruguaiano
- 1990 - Brandon Jenkins, giocatore di football americano statunitense
- 1990 - Nathan Johnstone, ex snowboarder australiano
- 1990 - Nhlanhla Khuzwayo, ex calciatore sudafricano
- 1990 - Marc Liyanage, cestista tedesco
- 1990 - Mathias Melloul, attore francese
- 1990 - Giacomo Possamai, politico italiano
- 1990 - Simone Romagnoli, calciatore italiano
- 1990 - Alfredo Saldívar, ex calciatore messicano
- 1990 - Evangella Sanders, ex pallavolista e allenatrice di pallavolo statunitense
- 1990 - Fëdor Smolov, calciatore russo
- 1990 - Camille Winbush, attrice e doppiatrice statunitense
- 1990 - Patrick Ziegler, ex calciatore tedesco
- 1991 - Alice Finot, mezzofondista e siepista francese
- 1991 - Rebecca Gunnarstedt, ex sciatrice alpina svedese
- 1991 - Florian Jozefzoon, calciatore olandese
- 1991 - Dane Kelly, calciatore giamaicano
- 1991 - Yaudel Lahera, calciatore cubano
- 1991 - Logan Ryan, ex giocatore di football americano statunitense
- 1991 - Ashtone Morgan, ex calciatore canadese
- 1991 - Rilwan Olanrewaju Hassan, calciatore nigeriano
- 1991 - Mirko Opazo, calciatore cileno
- 1991 - Nurislam Sanayev, lottatore kazako
- 1991 - Almuth Schult, ex calciatrice tedesca
- 1991 - Fabian Serrarens, calciatore olandese
- 1991 - Bergson da Silva, calciatore brasiliano
- 1991 - Marco Stiepermann, calciatore tedesco
- 1991 - Sun Jie, calciatore cinese
- 1991 - Georg Teigl, calciatore austriaco
- 1992 - Feduk, rapper russo
- 1992 - Tasos Antōnakīs, cestista greco
- 1992 - Michael Heinloth, ex calciatore tedesco
- 1992 - Alina Jahupova, cestista ucraina
- 1992 - Avan Jogia, attore, regista e musicista canadese
- 1992 - Marcus Lopez, calciatore statunitense
- 1992 - Ralph Kottoy, calciatore centrafricano
- 1992 - Samson Mbingui, calciatore gabonese
- 1992 - Takaaki Nakagami, pilota motociclistico giapponese
- 1992 - Stef Peeters, calciatore belga
- 1992 - Ruben Riccioli, ex rugbista a 15 italiano
- 1992 - Ngân Văn Đại, calciatore vietnamita
- 1993 - Jahongir Abdumo'minov, calciatore uzbeko
- 1993 - Júnior Alonso, calciatore paraguaiano
- 1993 - Patrick Andrade, calciatore capoverdiano
- 1993 - Murad Ağayev, ex calciatore azero
- 1993 - Laura Bianchi, calciatrice italiana
- 1993 - Kyle Bratrud, ex fondista statunitense
- 1993 - AJ Cochran, ex calciatore statunitense
- 1993 - Mitchell Dijks, calciatore olandese
- 1993 - Wataru Endō, calciatore giapponese
- 1993 - Niclas Füllkrug, calciatore tedesco
- 1993 - Jerome Kiesewetter, ex calciatore tedesco
- 1993 - Kim Min-seok, lottatore sudcoreano
- 1993 - Margaret Kipkemboi, mezzofondista keniota
- 1993 - Marko Kolaković, calciatore serbo
- 1993 - Auður, cantante islandese
- 1993 - Mohamed Mahnin, ex giocatore di calcio a 5 e calciatore norvegese
- 1993 - Don Patricio, rapper spagnolo
- 1993 - K.J. McDaniels, cestista statunitense
- 1993 - Lamine N'Dao, calciatore ivoriano
- 1993 - Parimarjan Negi, scacchista indiano
- 1993 - Despoina Papamichaīl, tennista greca
- 1993 - Kristin Pudenz, discobola tedesca
- 1993 - Michele Ruzzier, cestista italiano
- 1993 - Manuel Schmid, ex sciatore alpino tedesco
- 1993 - Marcus Thornton, cestista statunitense
- 1994 - Rémi Bertellin, giocatore di football americano francese
- 1994 - Marie Bochet, sciatrice alpina francese
- 1994 - Tyler Cavanaugh, cestista statunitense
- 1994 - Claudia Ciccotti, calciatrice italiana
- 1994 - Lucas Eguibar, snowboarder spagnolo
- 1994 - Burak Eşlik, cestista turco
- 1994 - Aita Gasparin, biatleta svizzera
- 1994 - Hidde Jurjus, calciatore olandese
- 1994 - Lazar Marin, calciatore bulgaro
- 1994 - Róbert Mazáň, calciatore slovacco
- 1994 - Madeline Merlo, cantante canadese
- 1994 - Sergio Mosquera, calciatore colombiano
- 1994 - Magomed Musalov, calciatore russo
- 1994 - Milan Pavkov, calciatore serbo
- 1994 - Matías Pérez Acuña, calciatore argentino
- 1994 - Johannes Thiemann, cestista tedesco
- 1995 - Saeid Aghaei, calciatore iraniano
- 1995 - Sheraldo Becker, calciatore olandese
- 1995 - Tajh Bellow, attore statunitense
- 1995 - Yann Bodiger, calciatore francese
- 1995 - André Burakovsky, hockeista su ghiaccio svedese
- 1995 - Bence Bánhidi, pallamanista ungherese
- 1995 - Patrick Ciurria, calciatore italiano
- 1995 - Gabriel Constantino, ostacolista e velocista brasiliano
- 1995 - João Afonso Crispim, calciatore brasiliano
- 1995 - Dale Eve, calciatore britannico
- 1995 - França, calciatore brasiliano
- 1995 - Thom Haye, calciatore olandese
- 1995 - Charalampos Kyriakou, calciatore cipriota
- 1995 - Pavol Lisy, goista slovacco
- 1995 - Muhammed Mert, calciatore belga
- 1995 - Otávio Monteiro, calciatore brasiliano
- 1995 - Bruno Nazário, calciatore brasiliano
- 1995 - Mario Pašalić, calciatore croato
- 1995 - Anastasija Pavlova, arciera ucraina
- 1995 - Daniel Sappa, calciatore argentino
- 1995 - Nadine Visser, multiplista e ostacolista olandese
- 1995 - Wang Rui, giocatrice di curling cinese
- 1996 - Jimmy Bennett, attore statunitense
- 1996 - Kelli Berglund, attrice, ballerina e cantante statunitense
- 1996 - Rushine De Reuck, calciatore sudafricano
- 1996 - Sebastián Driussi, calciatore argentino
- 1996 - Razmik Hakobyan, calciatore armeno
- 1996 - Donovan Jackson, cestista statunitense
- 1996 - Chungha, cantante e ballerina sudcoreana
- 1996 - Lola Le Lann, attrice francese
- 1996 - Pedro Martínez García, ex calciatore spagnolo
- 1996 - Olivier Ntcham, calciatore francese
- 1996 - Amani Oruwariye, giocatore di football americano statunitense
- 1996 - Emiliano Ozuna, calciatore argentino
- 1996 - Jordan Scarlett, giocatore di football americano statunitense
- 1996 - Darcy Sharpe, snowboarder canadese
- 1996 - Thimo Willems, ciclista su strada belga
- 1996 - Ulukbek Zholdoshbekov, lottatore kirghiso
- 1997 - Jaire Alexander, giocatore di football americano statunitense
- 1997 - Ajub Bacuev, calciatore russo
- 1997 - Saquon Barkley, giocatore di football americano statunitense
- 1997 - Riccardo Bolpin, cestista italiano
- 1997 - Mauricio Cortés, calciatore colombiano
- 1997 - Valentini Grammatikopoulou, tennista greca
- 1997 - Neyder Moreno, calciatore colombiano
- 1997 - Jason Pendant, calciatore francese
- 1997 - Darina Valitova, sincronetta russa
- 1997 - Leighton Vander Esch, ex giocatore di football americano statunitense
- 1997 - Shaun Want, calciatore scozzese
- 1998 - Cem Bölükbaşı, pilota automobilistico turco
- 1998 - Jake Curhan, giocatore di football americano statunitense
- 1998 - Cobie Durant, giocatore di football americano statunitense
- 1998 - Giovanni Esposito, judoka italiano
- 1998 - Isabella Gómez, attrice colombiana
- 1998 - Marina Kaye, cantante francese
- 1998 - Hugo Keto, calciatore finlandese
- 1998 - Amos Kirui, siepista e mezzofondista keniota
- 1998 - Svante Kohala, slittinista svedese
- 1998 - Evans Mensah, calciatore ghanese
- 1998 - Nardin Mulahusejnović, calciatore bosniaco
- 1998 - Tsiki Ntsabeleng, calciatore sudafricano
- 1998 - Kene Nwangwu, giocatore di football americano statunitense
- 1998 - Sebastiano Parolini, mezzofondista italiano
- 1998 - Muammer Sarıkaya, calciatore turco
- 1998 - Sasha Weemaes, ciclista su strada e pistard belga
- 1999 - Hassan Al-Tambakti, calciatore saudita
- 1999 - Lucia Cassarà, pianista e scrittrice italiana
- 1999 - Jack Cochrane, giocatore di football americano statunitense
- 1999 - Saúl Coco, calciatore spagnolo
- 1999 - Dexter Dennis, cestista statunitense
- 1999 - Majja Gurbanberdieva, sincronetta russa
- 1999 - Jordan Gutiérrez, calciatore spagnolo
- 1999 - Jonas Hvideberg, ciclista su strada norvegese
- 1999 - Yann Le Goff, nuotatore francese
- 1999 - Alessandro Tripaldelli, calciatore italiano
- 1999 - Ernesto Walker, calciatore panamense
- 2000 - Maximilian Bauer, calciatore tedesco
- 2000 - Furkan Bayır, calciatore turco
- 2000 - Lucas Bourhis, cestista francese
- 2000 - Klaudia Jedlińska, calciatrice polacca
- 2000 - Delano Ladan, calciatore olandese
- 2000 - Filip Majchrowicz, calciatore polacco
- 2000 - Logan Ndenbe, calciatore belga
- 2000 - Mihajlo Nešković, calciatore serbo
- 2000 - Ian Poveda, calciatore inglese
- 2000 - Serafima Sachanovič, ex pattinatrice artistica su ghiaccio russa
- 2000 - Matěj Valenta, calciatore ceco
- 2000 - Kaito Yasui, calciatore giapponese

## XXI secolo(39)
- 2001 - Toon Clynhens, ciclista su strada e ciclocrossista belga
- 2001 - Mehdi Dorval, calciatore algerino
- 2001 - Luca Everink, calciatore olandese
- 2001 - Zé Vítor, calciatore brasiliano
- 2001 - Marist Liufau, giocatore di football americano statunitense
- 2001 - Andy Malfoy, copilota di rally francese
- 2001 - Noah Pallas, calciatore finlandese
- 2001 - Francisco Perruzzi, calciatore argentino
- 2001 - Tom Rapnouil, calciatore francese
- 2002 - Lucien Agoumé, calciatore francese
- 2002 - Mehmet-Can Aydın, calciatore tedesco
- 2002 - Paolo Conte Bonin, nuotatore italiano
- 2002 - Alex Creț, judoka rumeno
- 2002 - Juan Manuel Cuesta, calciatore colombiano
- 2002 - Maximilian Dietz, calciatore statunitense
- 2002 - Jalen Green, cestista statunitense
- 2002 - Stella Johansson, sciatrice alpina statunitense
- 2002 - Michalīs Kosidīs, calciatore greco
- 2002 - Simion Michez, calciatore camerunese
- 2002 - Regan Smith, nuotatrice statunitense
- 2002 - Quentin Sodogas, snowboarder francese
- 2003 - Cooper DeJean, giocatore di football americano statunitense
- 2004 - Tobías Leiva, calciatore argentino
- 2004 - Rubén Lezcano, calciatore paraguaiano
- 2004 - Francisco Martinicorena, calciatore uruguaiano
- 2004 - Dieu-Merci Michel, calciatore canadese
- 2004 - Mateo Seoane, calciatore argentino
- 2005 - Gerónimo Heredia, calciatore argentino
- 2005 - Mike Kleijn, calciatore olandese
- 2005 - Christian Mansell, pilota automobilistico australiano
- 2005 - Romario Torrez, calciatore cubano
- 2005 - Sacha Velly, nuotatore francese
- 2006 - Nestory Irankunda, calciatore australiano
- 2006 - Luis Guilherme, calciatore brasiliano
- 2006 - Santiago López, calciatore argentino
- 2006 - Igor Orlikowski, calciatore polacco
- 2006 - Bayanda Walaza, velocista sudafricano
- 2006 - Mija Šiftar, pallavolista slovena
- 2010 - Chloe Covell, skater australiana